# Organisme exempt de germes

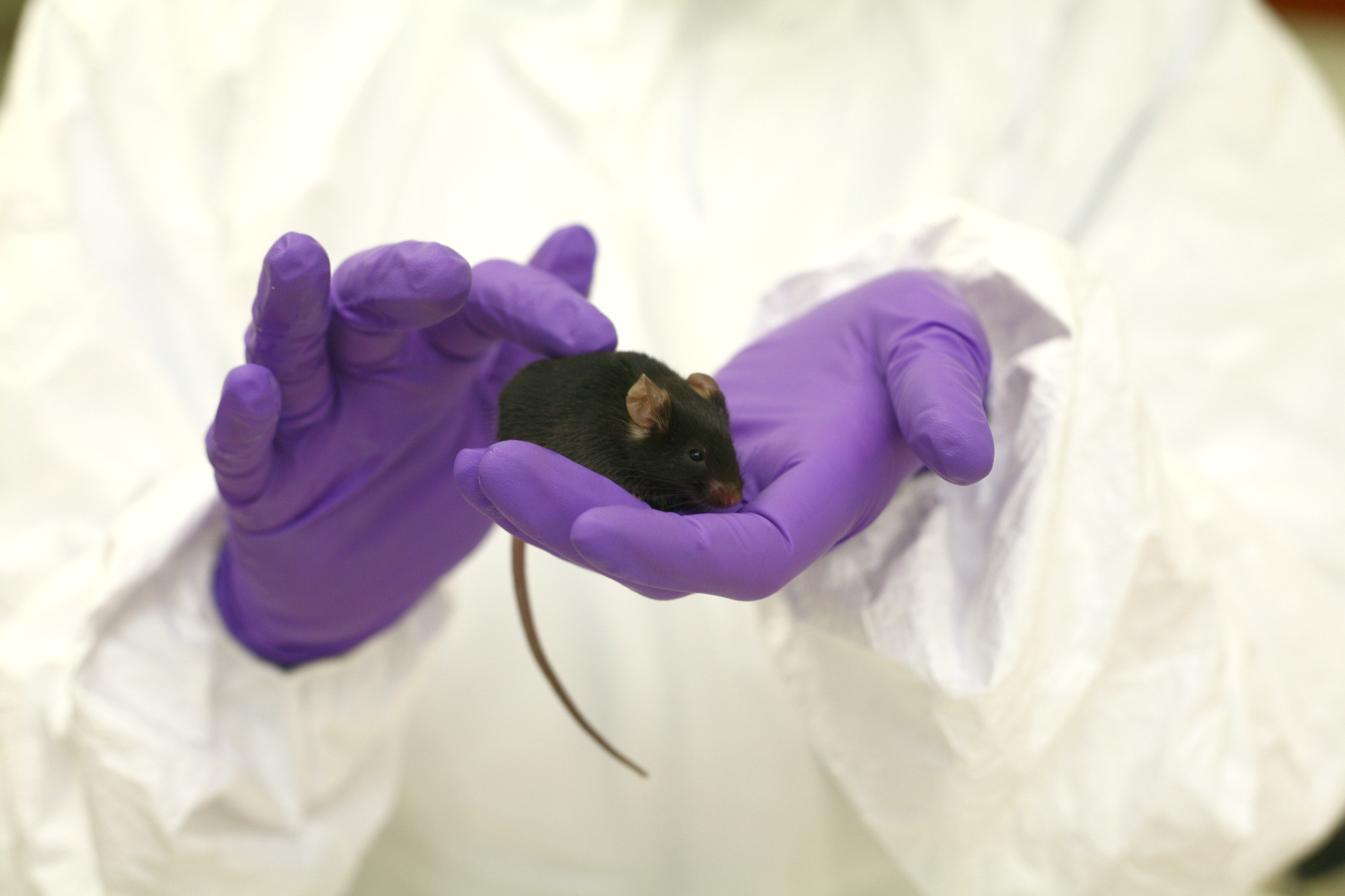
Les souris sans germes sont fréquemment utilisées dans la recherche scientifique.

Les organismes exempts de germes ou organismes sans germe ou encore organismes aseptisés (germ-free en anglais) sont des organismes multicellulaires n'ayant aucun micro-organisme vivant dans ou sur eux. Ces organismes sont élevés en utilisant diverses méthodes pour contrôler leur exposition à des agents viraux, bactériens ou parasitaires. Lorsqu'un microbiote connu est introduit dans un organisme exempt de germes, on l'appelle généralement organisme gnotobiotique, mais techniquement parlant, les organismes exempts de germes sont également gnotobiotiques car le statut de leur communauté microbienne est connu. Du fait de l'absence de microbiome, de nombreux organismes exempts de germes présentent des déficits de santé tels que des défauts du système immunitaire et des difficultés d'acquisition d'énergie (déficiences du métabolisme),. Les organismes exempts de germes sont généralement utilisés dans le cadre de l'étude d'un microbiome où un contrôle minutieux des contaminants extérieurs est requis.

## Production et culture
Les organismes exempts de germes sont produits toute une variété de procédés, mais une pratique courante partagée par beaucoup d'entre eux consiste en une étape de stérilisation suivie de l'isolement de l'organisme de son milieu environnant pour éviter la contamination.

### Volaille
Les spécimens de volaille exempts de germes subissent généralement plusieurs étapes de stérilisation alors qu'ils sont encore au stade de la vie de l'œuf. Cela peut consister en un lavage à l'eau de Javel ou une solution antibiotique pour stériliser l'œuf en surface. Les œufs sont ensuite transférés dans un incubateur stérile où ils sont cultivés jusqu'à l'éclosion. Une fois éclos, ils reçoivent de l'eau stérilisée et un aliment irradié aux rayons gamma. Cela empêche l'introduction de microbes étrangers dans leurs voies intestinales. Les incubateurs et les déchets sont contrôlés en permanence pour prévenir d'une éventuelle contamination. Typiquement, lorsqu'on les utilise dans des expériences, un microbiome connu est introduit chez les spécimens de volaille à l'âge de quelques jours. La contamination est toujours surveillée et contrôlée après cette introduction, mais on s'attend à détecter des microorganismes à partir de là,,.

### Souris
Les souris exemptes de germes subissent un processus légèrement différent de la volaille en raison de l'absence d'un stade œuf dans leur cycle de vie. Pour créer une souris sans germe, un embryon est produit par fécondation in vitro puis transplanté dans une mère sans germe. Si cette méthode n'est pas faisable, on peut faire naître la souris par césarienne, mais cela présente un risque plus élevé de contamination. Ce processus utilise une mère exempte de germes qui est sacrifiée et stérilisée avant la naissance des souriceaux. Après la naissance par césarienne, les souriceaux doivent ensuite être transférés dans un incubateur stérile avec une mère sans germe pour assurer un bon allaitement et une croissance optimale,. Ces méthodes ne sont nécessaires que pour la génération d'une lignée de souris sans germes. Une fois qu'une lignée est générée, toute la descendance sera exempte de germes à moins qu'elle ne soit contaminée. Ces descendants peuvent ensuite être utilisés pour l'expérimentation. Typiquement lors d'une expérience, chaque souris est logée séparément dans un isolateur stérile pour éviter la contamination croisée avec ses frères et sœurs. Les souris reçoivent de la nourriture et de l'eau stérilisées pour éviter d'être contaminées. Les méthodes de stérilisation peuvent varier d'une expérience à l'autre en fonction des régimes alimentaires ou des médicaments différents auxquels les souris sont exposées. Les isolateurs et les déchets sont contrôlés en permanence pour détecter une éventuelle contamination afin d'assurer une stérilité complète. Comme pour la volaille, un microbiome connu peut être introduit chez les animaux mais la contamination est toujours contrôlée,,.

### Nématodes
Les nématodes peuvent également être cultivés sans germes. Une progéniture exempte de germes du nématode C. elegans, qui est utilisé dans la recherche comme organisme-modèle, peut être produite en faisant éclater les vers adultes pour libérer les œufs. La méthode standard consiste à introduire une population de vers adultes dans une solution de blanchiment. Cette solution de blanchiment fait éclater les vers adultes, les décomposant tout en libérant et en stérilisant simultanément les œufs. Les œufs stérilisés sont lavés et transférés dans une plaque d'agar contenant de la nourriture pour les vers. C. elegans consomme des bactéries, donc avant que les œufs puissent être transférés dans la plaque, la nourriture doit être stérilisée par chaleur ou irradiation. Cette méthode de création de nématodes sans germes présente l'avantage supplémentaire de synchroniser l'âge des vers, de sorte qu'ils ont tous des âges similaires à mesure qu'ils grandissent. En règle générale, les vers devront être transférés dans une nouvelle plaque car ils consomment tous les aliments de la plaque de départ, chaque plaque ayant également été traitée avec de la chaleur ou des radiations. Les plaques peuvent être protégées de la contamination extérieure en les couvrant et en les isolant des sources de contamination possibles.

### Plantes
Les graines sans germe sont stérilisées en surface avec des produits chimiques, tels que l'éthanol ou une solution antibiotique, pour produire en grandissant une plante exempte de germes. Les graines sont ensuite cultivées dans de l'eau ou d'autres milieux jusqu'à la germination. Après la germination, les graines sont transférées dans un sol stérile ou dans un sol avec un microbiote spécifique connu pour être utilisées dans des expériences. Les graines peuvent également être transférées directement dans le sol et germer. Si les plantes sont transférées dans un sol stérile, il existe généralement deux types de méthodes de croissance. Dans la première, l'entièreté de la plante est maintenue stérile et dans la deuxième, seul le système racinaire est maintenu stérile. La méthode est choisie en fonction des exigences de l'expérience. Les plantes sont cultivées dans des isolateurs qui sont fréquemment contrôlés pour prévenir d'une contamination du sol dans lequel les plantes poussent,.

## Effets sur la santé de l'organisme
En raison de l'absence d'un microbiome sain, de nombreux organismes exempts de germes présentent des déficits de santé majeurs. Les méthodes utilisées pour produire des organismes exempts de germes peuvent également avoir des effets secondaires négatifs sur l'organisme. Des taux d'éclosion réduits ont été observés dans les œufs de poule incubés avec du chlorure mercurique, tandis que le traitement à l'acide peracétique n'a pas eu d'effet significatif sur les taux d'éclosion. Les poulets présentaient également des défauts de croissance et de santé de l'intestin grêle. Chez les souris exemptes de germes, les chercheurs ont constaté des déficiences dans leur système immunitaire et leur absorption d'énergie en raison de l'absence d'un microbiome sain,. Il existe également de solides preuves d'interactions entre le microbiome de la souris et son développement et sa santé cérébrale,,. Quant aux plantes exemptes de germes, elles présentent de graves défauts de croissance en raison du manque de symbiotes qui leur fournissent des nutriments nécessaires,.

## Utilisations
Les organismes exempts de germes sont fréquemment utilisés dans les études de différents microbiomes. L'absence de microbiome donne un aperçu de ce qu'apporte un microbiome à son hôte en temps normal. Cela se fait en comparant un hôte "normal" à un hôte exempt de germes. Toute différence entre les deux peut être comprise comme étant liée au microbiome. Ce type d'étude ne fournit pas beaucoup d'informations sur ce que fait réellement le microbiome, ni d'informations sur des microbes spécifiques de la communauté. Pour contourner ce problème, un microbiome connu peut être introduit dans l'hôte pour voir les effets de ce microbiome en particulier. En modifiant la composition du microbiome, par exemple en supprimant une seule espèce, des effets spécifiques liés à cette espèce peuvent être identifiés. Cela permet également d'identifier les espèces-clés dans la communauté microbienne,,.